# Washington Redskins 2015
La stagione 2015 dei Washington Redskins è stata la 84ª della franchigia nella National Football League e la seconda con Jay Gruden come capo-allenatore. Il quarterback Robert Griffin III subì una commozione cerebrale nella terza gara di pre-stagione, perdendo tutto il resto del periodo di preparazione. Tornò disponibile il 10 settembre 2015 ma gli fu preferito Kirk Cousins, che fu nominato titolare per il resto della stagione. I Redskins, che venivano da un record di 4–12 nella precedente annata, si assicurarono il titolo della NFC East con la vittoria nella settimana 16 contro i Philadelphia Eagles, il primo dal 2012. La squadra fu eliminata nel primo turno di playoff in casa contro i Green Bay Packers.

## Scelte nel Draft 2015

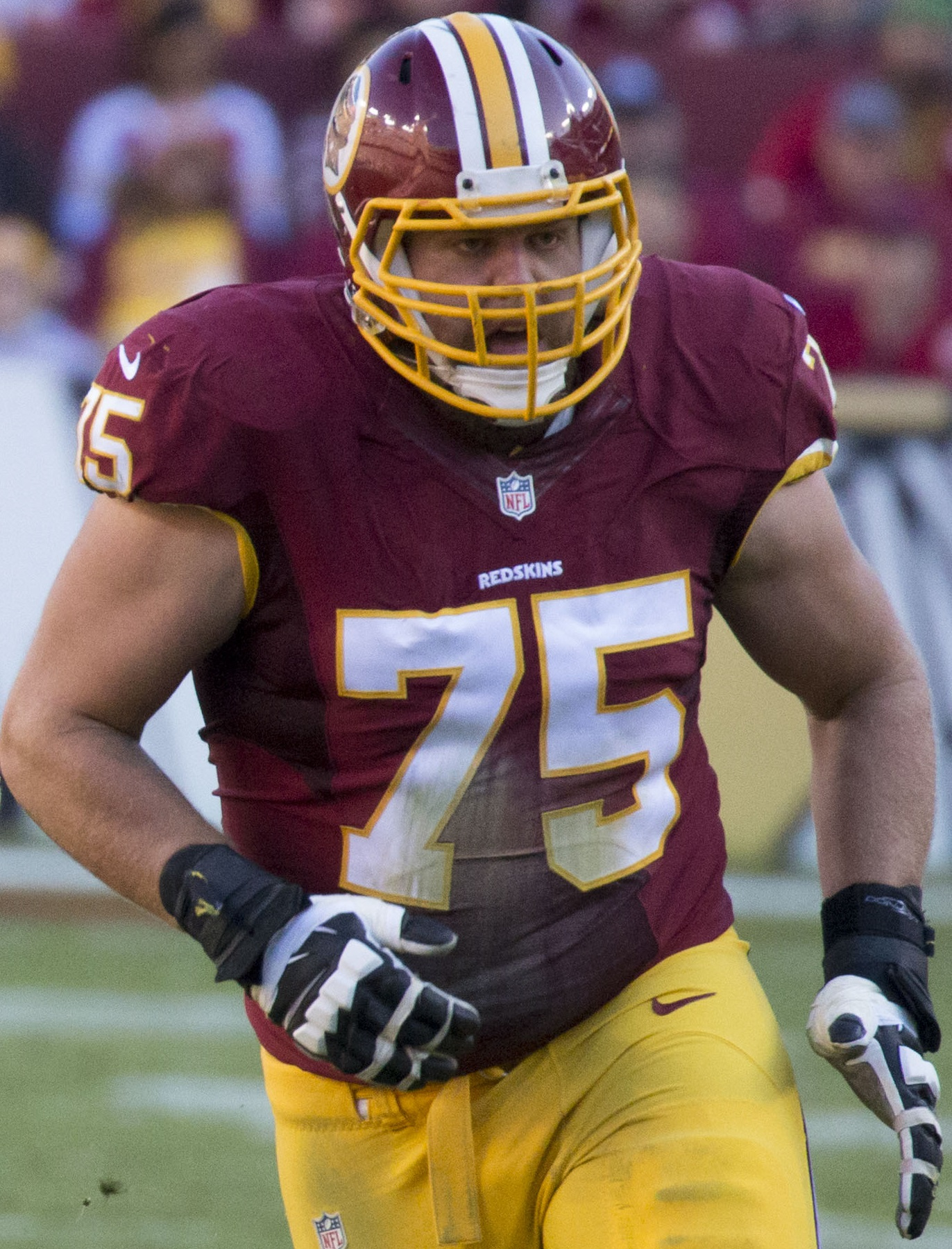
Brandon Scherff fu scelto come quinto assoluto dai Redskins nel Draft 2015

| Scelte dei Redskins nel Draft 2015 |        |                  |                  |                   |
| Giro                               | Scelta | Giocatore        | Ruolo            | College           |
| 1                                  | 5      | Brandon Scherff  | Offensive tackle | Iowa              |
| 2                                  | 38     | Preston Smith    | Defensive end    | Mississippi State |
| 3                                  | 95     | Matt Jones       | Running back     | Florida           |
| 4                                  | 105    | Jamison Crowder  | Wide Receiver    | Duke              |
| 4                                  | 112    | Arie Kouandjio   | Guardia          | Alabama           |
| 5                                  | 141    | Martrell Spaight | Linebacker       | Arkansas          |
| 6                                  | 181    | Kyshoen Jarrett  | Safety           | Virginia Tech     |
| 6                                  | 182    | Tevin Mitchel    | Cornerback       | Arkansas          |
| 6                                  | 187    | Evan Spencer     | Wide Receiver    | Ohio State        |
| 7                                  | 222    | Austin Reiter    | Centro           | South Florida     |

## Staff
| Staff dei Washington Redskins nel 2015 |
| --- |
| Organi dirigenziali - Proprietario: Daniel Snyder - General manager: Scot McCloughan - Direttore dello sviluppo del personale: Phillip Daniels - Direttore amministrativo: Paul Kelly Capo allenatore - Capo allenatore: Jay Gruden Altri allenatori - Assistente dell'allenatore capo/Running back: Bobby Turner - Assistente allenatori: Richmond Flowers - Sviluppo della forza e della condizione: Ray Wright - Assistente dello sviluppo della forza e della condizione: Chad Englehart Allenatori dell'attacco - Coordinatore dell'attacco: Sean McVay - Quarterback: Matt LaFleur - Wide receiver: Mike McDaniel - Tight End: Sean McVay - Offensive Line: Chris Foerster - Assistente Offensive Line: Chris Morgan Allenatori della difesa - Coordinatore della difesa: Joe Barry - Assistente della difesa: Bobby Slowik - Defensive Line: Jacob Burney - Linebacker: Bob Slowik - Defensive Back: Raheem Morris Allenatori dello special team - Coordinatore dello Special Team: Keith Burns - Assistente dello Special Team/Assistente Defensive Back: Richard Hightower |

## Roster
| Roster dei Washington Redskins nel 2015 |
| --- |
| Quarterback - 12 Kirk Cousins - 10 Robert Griffin III - 16 Colt McCoy Running Back - 31 Matt Jones - 46 Alfred Morris - 25 Chris Thompson - 36 Darrel Young FB Wide Receiver - 80 Jamison Crowder - 88 Pierre Garçon - 14 Ryan Grant - 11 DeSean Jackson - 12 Andre Roberts RS - 19 Rashad Ross Tight End - 89 Derek Carrier - 85 Anthony McCoy - 86 Jordan Reed Offensive Linemen - 68 Tom Compton T - 74 Arie Kouandjio G - 77 Shawn Lauvao G - 67 Josh LeRibeus C - 78 Kory Lichtensteiger C - 61 Spencer Long G - 76 Morgan Moses T - 79 Ty Nsekhe T - 75 Brandon Scherff G/T - 71 Trent Williams T Defensive Linemen - 92 Chris Baker NT - 64 Kedric Golston DE - 97 Jason Hatcher DE - 73 Frank Kearse DE - 99 Ricky Jean-Francois DE - 98 Terrance Knighton NT - 90 Stephen Paea DE Linebacker - 51 Will Compton ILB - 53 Jackson Jeffcoat OLB - 91 Ryan Kerrigan OLB - 93 Trent Murphy OLB - 59 Terrance Plummer ILB - 56 Perry Riley ILB - 52 Keenan Robinson ILB - 94 Preston Smith OLB Defensive Back - 41 Will Blackmon CB - 26 Bashaud Breeland CB - 29 Chris Culliver CB - 38 Dashon Goldson FS - 23 DeAngelo Hall CB - 30 Kyshoen Jarrett SS - 20 Jeron Johnson SS - 34 Trenton Robinson FS - 35 Justin Rogers CB Special Team - 3 Dustin Hopkins K - 57 Nick Sundberg LS - 5 Tress Way P Lista delle riserve - 45 Jordan Campbell FB (IR) - 58 Junior Galette OLB (IR) - 59 James Gayle OLB (IR) - 55 Adam Hayward ILB (IR) - 24 Duke Ihenacho SS (IR) - 84 Niles Paul TE (IR) - 82 Logan Paulsen TE (IR) - 32 Silas Redd RB (IR) - 50 Martrell Spaight ILB (IR) Squadra di allenamento - 96 Houston Bates OLB - 69 Takoby Cofield T - 95 Corey Crawford DE - 54 Ryan Delaire OLB - 47 Quinton Dunbar CB - 22 Deshazor Everett CB - 87 Je'Ron Hamm TE - 48 Dashaun Phillips CB - 37 Trey Williams RB 53 attivi, 9 inattivi, 10 nella squadra di allenamento |
| Legenda - I rookie sono in corsivo. - Il primo ruolo è il principale mentre gli eventuali successivi indicano i ruoli secondari. - (IR) sta per Injured Reserve ed indica la lista ristretta per un solo giocatore infortunato che può tornare ad allenarsi dopo la settimana 6 e a rientrare in prima squadra dopo che questa ha giocato 8 partite. - (NF-Inj.) / (NF-Ill.) stanno rispettivamente per Non-Football Injured e Non-Football Illness ed indicano le liste dove viene inserito un giocatore che ha un infortunio o una malattia non dipendente dal football americano. - (PUP) sta per Physically Unable to Perform ed indica la lista dove viene inserito un giocatore mentre è in attesa di recuperare la condizione fisica. Nella stagione regolare dopo la sesta partita giocata dalla propria squadra, il giocatore ha tempo tre settimane per riprendere ad allenarsi, più tre settimane aggiuntive dal suo rientro agli allenamenti per rientrare in prima squadra. |

## Calendario

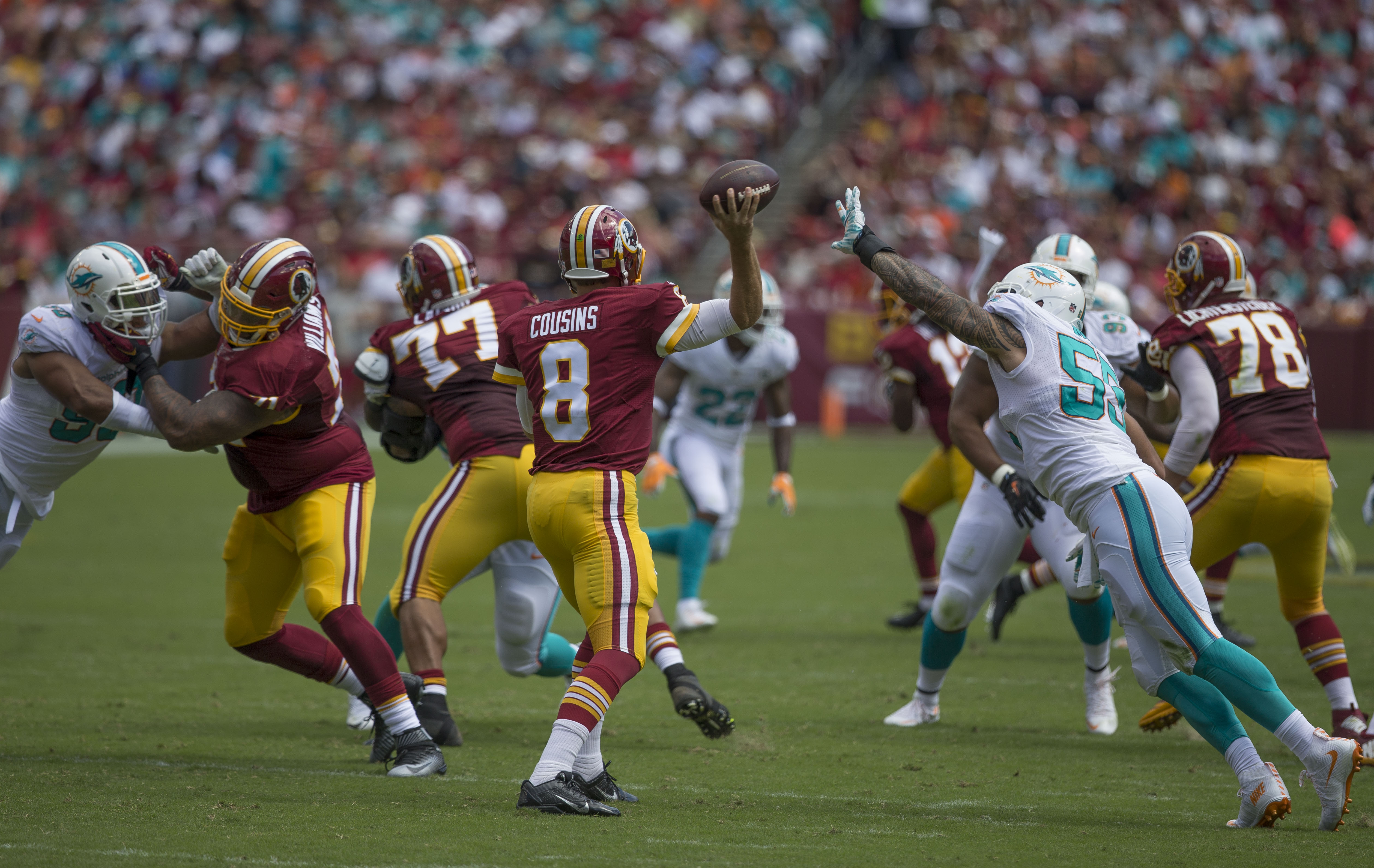
La gara di debutto contro i Dolphins

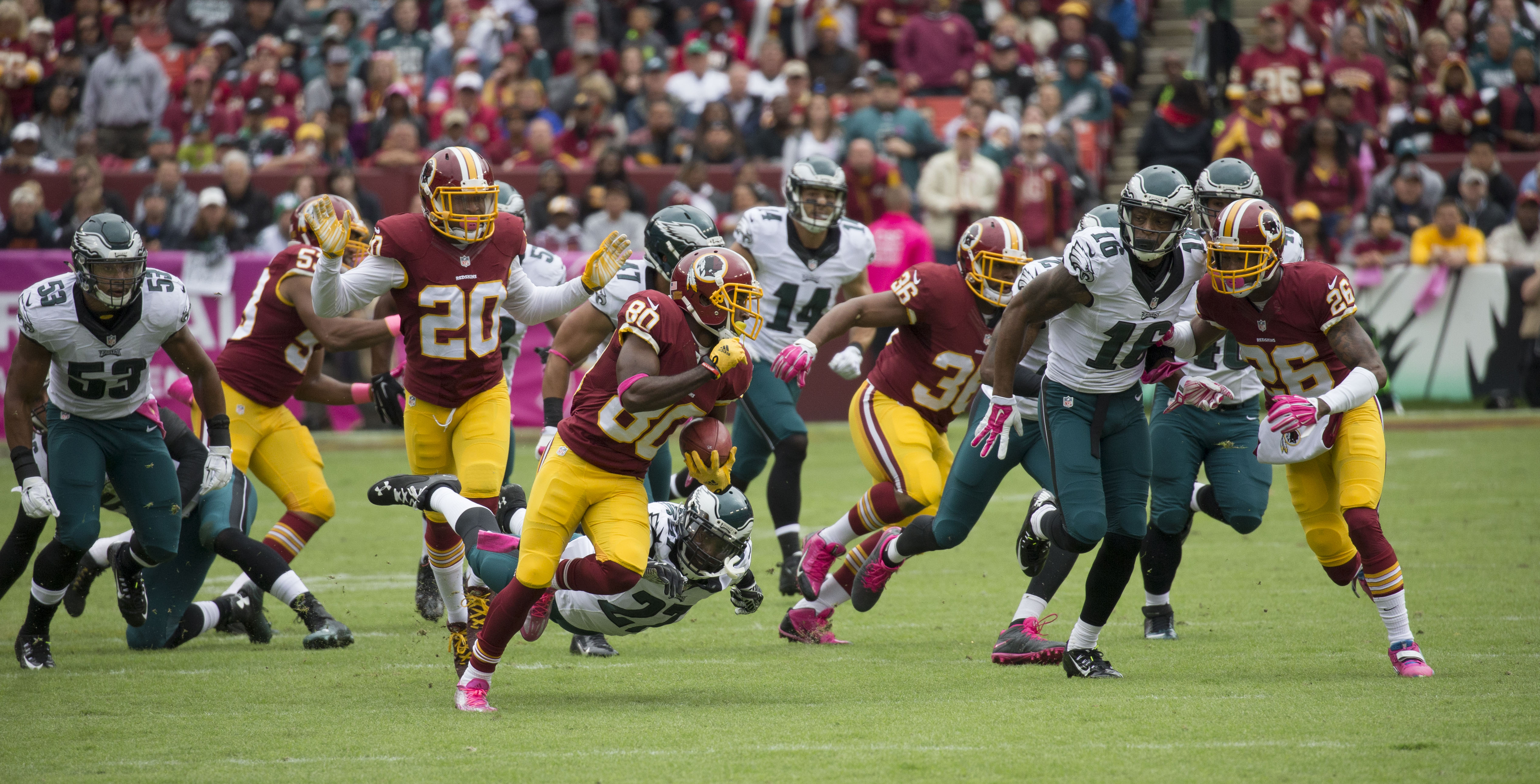
La partita del quarto turno contro gli Eagles

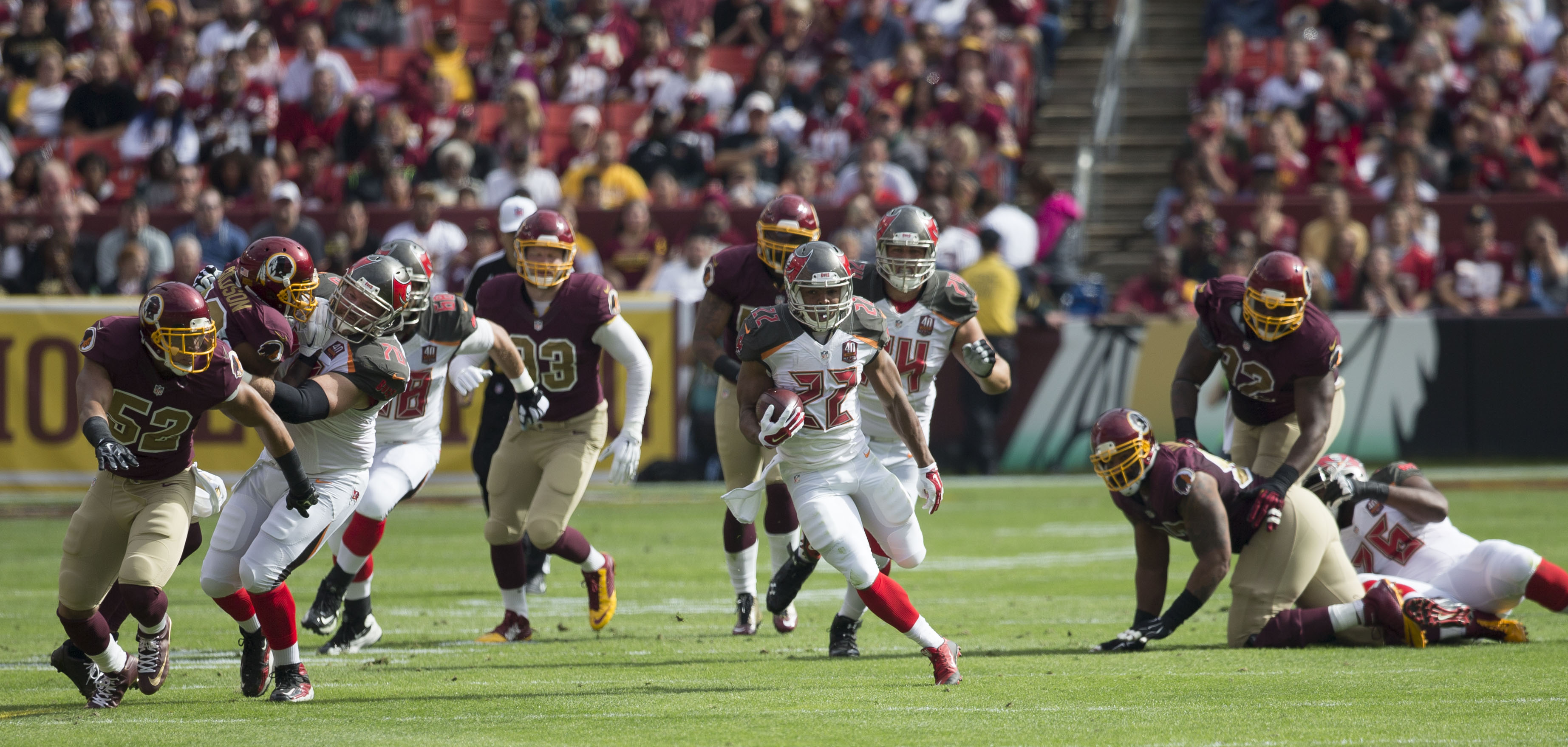
La partita della settimana 7 contro i Buccaneers

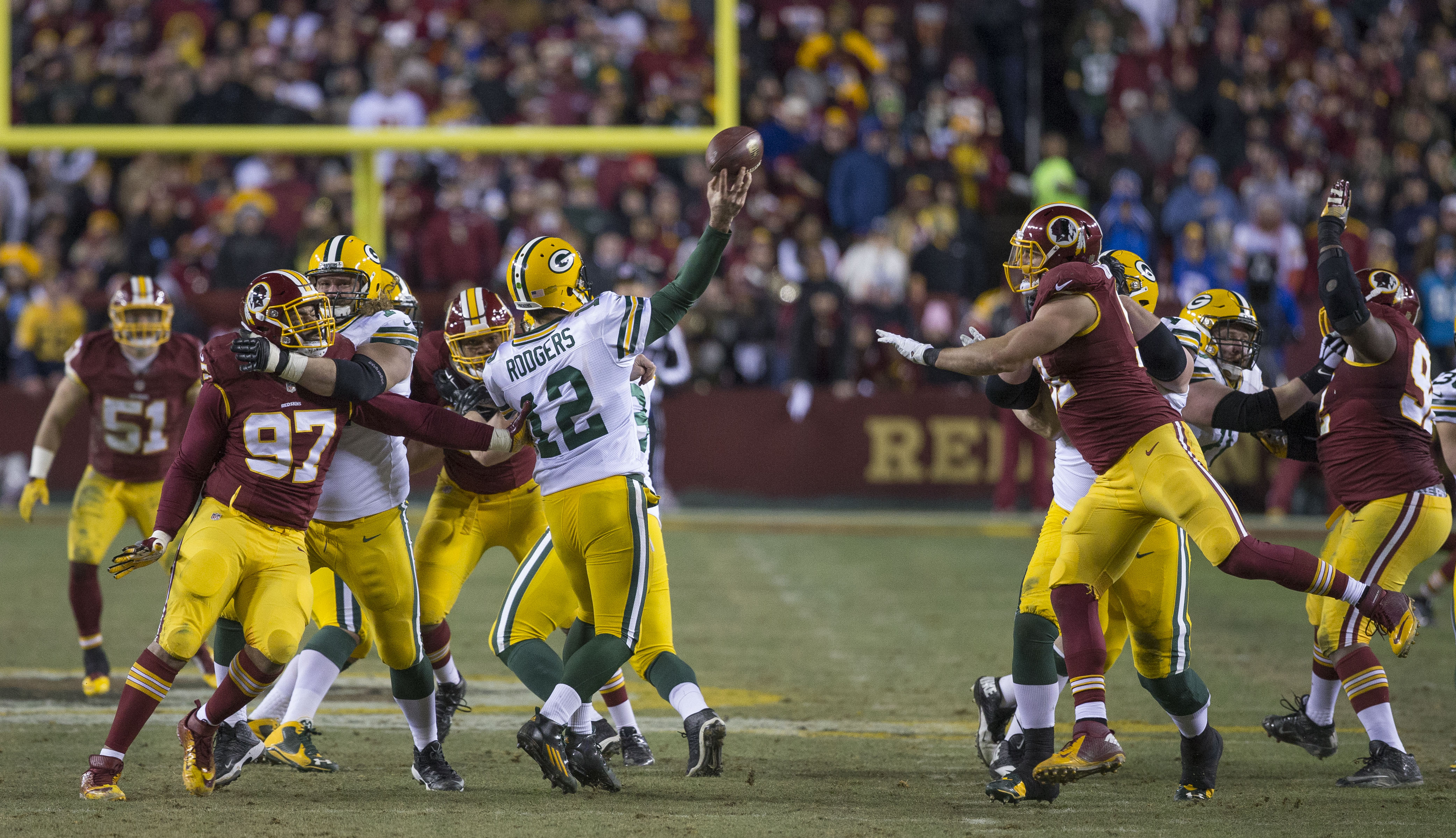
La partita di playoff contro i Packers

### Stagione regolare
| Turno | Data               | Avversario              | Risultato          | Record             | Stadio                  | NFL.com recap      |
| ----- | ------------------ | ----------------------- | ------------------ | ------------------ | ----------------------- | ------------------ |
| 1     | 13/9               | Miami Dolphins          | S 10–17            | 0–1                | FedEx Field             | Recap              |
| 2     | 20/9               | St. Louis Rams          | V 24–10            | 1–1                | FedEx Field             | Recap              |
| 3     | 24/9               | at New York Giants      | S 21–32            | 1–2                | MetLife Stadium         | Recap              |
| 4     | 4/10               | Philadelphia Eagles     | V 23–20            | 2–2                | FedEx Field             | Recap              |
| 5     | 11/10              | at Atlanta Falcons      | S 19–25 (DTS)      | 2–3                | Georgia Dome            | Recap              |
| 6     | 18/10              | at New York Jets        | S 20–34            | 2–4                | MetLife Stadium         | Recap              |
| 7     | 25/10              | Tampa Bay Buccaneers    | V 31–30            | 3–4                | FedEx Field             | Recap              |
| 8     | Settimana di pausa | Settimana di pausa      | Settimana di pausa | Settimana di pausa | Settimana di pausa      | Settimana di pausa |
| 9     | 8/11               | at New England Patriots | S 10–27            | 3–5                | Gillette Stadium        | Recap              |
| 10    | 15/11              | New Orleans Saints      | V 47–14            | 4–5                | FedEx Field             | Recap              |
| 11    | 22/11              | at Carolina Panthers    | S 16–44            | 4–6                | Bank of America Stadium | Recap              |
| 12    | 29/11              | New York Giants         | V 20–14            | 5–6                | FedEx Field             | Recap              |
| 13    | 7/12               | Dallas Cowboys          | S 16–19            | 5–7                | FedEx Field             | Recap              |
| 14    | 13/12              | at Chicago Bears        | V 24–21            | 6–7                | Soldier Field           | Recap              |
| 15    | 20/12              | Buffalo Bills           | V 35–25            | 7–7                | FedEx Field             | Recap              |
| 16    | 26/12              | at Philadelphia Eagles  | V 38–24            | 8–7                | Lincoln Financial Field | Recap              |
| 17    | 3/1                | at Dallas Cowboys       | V 34–23            | 9–7                | AT&T Stadium            | Recap              |

Note
- Gli avversari della propria division sono in grassetto.

### Playoff
| Turno     | Data | Avversario (seed)     | Risultato | Record | Stadio      | NFL.com recap |
| --------- | ---- | --------------------- | --------- | ------ | ----------- | ------------- |
| Wild Card | 10/1 | Green Bay Packers (5) | S 18–35   | 0–1    | FedEx Field | Recap         |

## Classifiche

### Division
| NFC East                | NFC East | NFC East | NFC East | NFC East | NFC East | NFC East | NFC East | NFC East | NFC East |
|                         | V        | S        | P        | %        | DIV      | CONF     | PF       | PS       | Str.     |
| ----------------------- | -------- | -------- | -------- | -------- | -------- | -------- | -------- | -------- | -------- |
| (4) Washington Redskins | 9        | 7        | 0        | .563     | 4–2      | 8–4      | 388      | 379      | V4       |
| Philadelphia Eagles     | 7        | 9        | 0        | .438     | 3–3      | 4–8      | 377      | 430      | V1       |
| New York Giants         | 6        | 10       | 0        | .375     | 2–4      | 4–8      | 420      | 442      | S3       |
| Dallas Cowboys          | 4        | 12       | 0        | .250     | 3–3      | 3–9      | 275      | 374      | S4       |